# 정봉 (동생)
정봉(丁封, ? ~ 271년 이전)은 중국 삼국시대 오나라의 장수이며, 오나라의 장군 정봉(丁奉)의 동생이다.
263년 사마소(司馬昭)가 일으킨 위군의 공격으로 멸망의 위기에 처한 촉나라가 구원을 청하자 손휴(孫休)의 명령에 의해 형 정봉(丁奉)은 수춘을 공격하고 동생 정봉은 손이(孫異)와 함께 익주로 출정했다. 그러나 그 후의 활약에 대한 기록은 없다. 나중에 후장군에 임명되었으며, 형보다 일찍 세상을 떠났다.